# Hmotnostní poměr
Hmotnostní poměr je bezrozměrná veličina, která vyjadřuje vztah hmotnosti tělesa (části systému, chemické komponenty apod.) k hmotnosti jiného tělesa (části systému, chemické komponenty apod.), které je často považováno za standardní měřítko. Jedná se tedy o poměr
{\displaystyle {\frac {m_{1}}{m_{0}}}}
Hmotnostní poměr může nabývat hodnot od 0 do {\displaystyle +\infty }.